# Ellen Gottschalch
Pour les articles homonymes, voir Gottschalch.
Ellen Gottschalch, née le 2 mai 1894 à Asaa, dans la municipalité de Brønderslev, au Danemark, et morte le 17 février 1981 à Frederiksberg (Danemark), est une actrice danoise.

## Filmographie partielle

### Au cinéma
- 1938 : Champagnegaloppen
- 1940 : En desertør
- 1940 : Jeg har elsket og levet
- 1940 : Sommerglæder
- 1941 : Far skal giftes
- 1943 : En pige uden lige
- 1943 : Erik Ejegods pilgrimsfærd
- 1946 : Billet mrk.
- 1947 : Ta', hvad du vil ha'
- 1948 : Hvor er far?
- 1949 : Berlingske Tidende
- 1950 : Historien om Hjortholm
- 1950 : Susanne
- 1951 : Familien Schmidt
- 1951 : Fra den gamle købmandsgård de Svend Methling (da) et Annelise Reenberg
- 1951 : Mød mig på Cassiopeia
- 1951 : Bag de røde porte
- 1952 : Vi arme syndere
- 1952 : Ta' Pelle med
- 1953 : The Crime of Tove Andersen
- 1956 : Tante Tut fra Paris
- 1957 : Englen i sort
- 1959 : Tre må man være
- 1961 : Løgn og løvebrøl
- 1962 : Lykkens musikanter
- 1964 : Tine

## Récompenses et distinctions
- 1948 : Bodil de la meilleure actrice dans un second rôle pour Ta', hvad du vil ha'